# Carpathian Couriers Race
Das Carpathian Couriers Race ist ein polnisches Straßenradrennen, seit 2020 Carpathian Couriers Race in memory of Wacław Felczak. Dieses Etappenrennen führt durch Tschechien, Ungarn, die Slowakei und Polen. Das Radrennen ist für Fahrer unter 23 Jahren reserviert.
Erstmals ausgetragen wurde das Radrennen im Jahr 2010. Seit diesem Zeitpunkt ist diese Rundfahrt Teil der UCI Europe Tour und dort in der Kategorie 2.2U, die Kategorie für U23-Rennen.
Der Name des Rennens bezieht sich auf die sogenannten Tatra-Kuriere, die während des Zweiten Weltkriegs im Kampf gegen die deutschen Besatzer Menschen, Geld und Informationen über die Grüne Grenze brachten. Einer von ihnen war der polnische Historiker Wacław Felczak, der nach Kriegsende im kommunistischen Polen inhaftiert wurde. Das Rennen folgt den Routen der damaligen Kuriere.

## Sieger
| Jahr | Sieger              | Zweiter              | Dritter                  |          |
| ---- | ------------------- | -------------------- | ------------------------ | -------- |
| 2010 | Adrian Honkisz      | Kamil Zieliński      | Sergey Sakavets          |          |
| 2011 | Paweł Bernas        | Paweł Poljański      | Jarosław Kowalczyk       |          |
| 2012 | Maurits Lammertink  | Jakub Novák          | Łukasz Owsian            |          |
| 2013 | Stefan Poutsma      | Daan Meijers         | Jeroen Meijers           |          |
| 2014 | Gregor Mühlberger   | Eduard-Michael Grosu | Przemysław Kasperkiewicz |          |
| 2015 | Tim Ariesen         | Álvaro Cuadros       | Dries Van Gestel         |          |
| 2016 | Hamish Schreurs     | Michał Paluta        | Max Kanter               |          |
| 2017 | Alessandro Pessot   | Kamil Małecki        | Robert Kessler           |          |
| 2018 | Filip Maciejuk      | Jens van den Dool    | Sven Burger              |          |
| 2019 | Marijn van den Berg | Giovanni Aleotti     | Meindert Weulink         |          |
| 2020 | Jordan Habets       | Adam Kuś             | Antti-Jussi Juntunen     |          |
| 2021 | Filip Maciejuk      | Daan Hoeks           | Fran Miholjević          |          |
| 2022 | Fran Miholjević     | Francis Juneau       | Alexander Hajek          |          |
| 2023 | Gal Glivar          | Giulio Pellizzari    | Davide De Cassan         |          |
| 2024 | abgesagt            | abgesagt             | abgesagt                 | abgesagt |